# 8e armée (Italie)

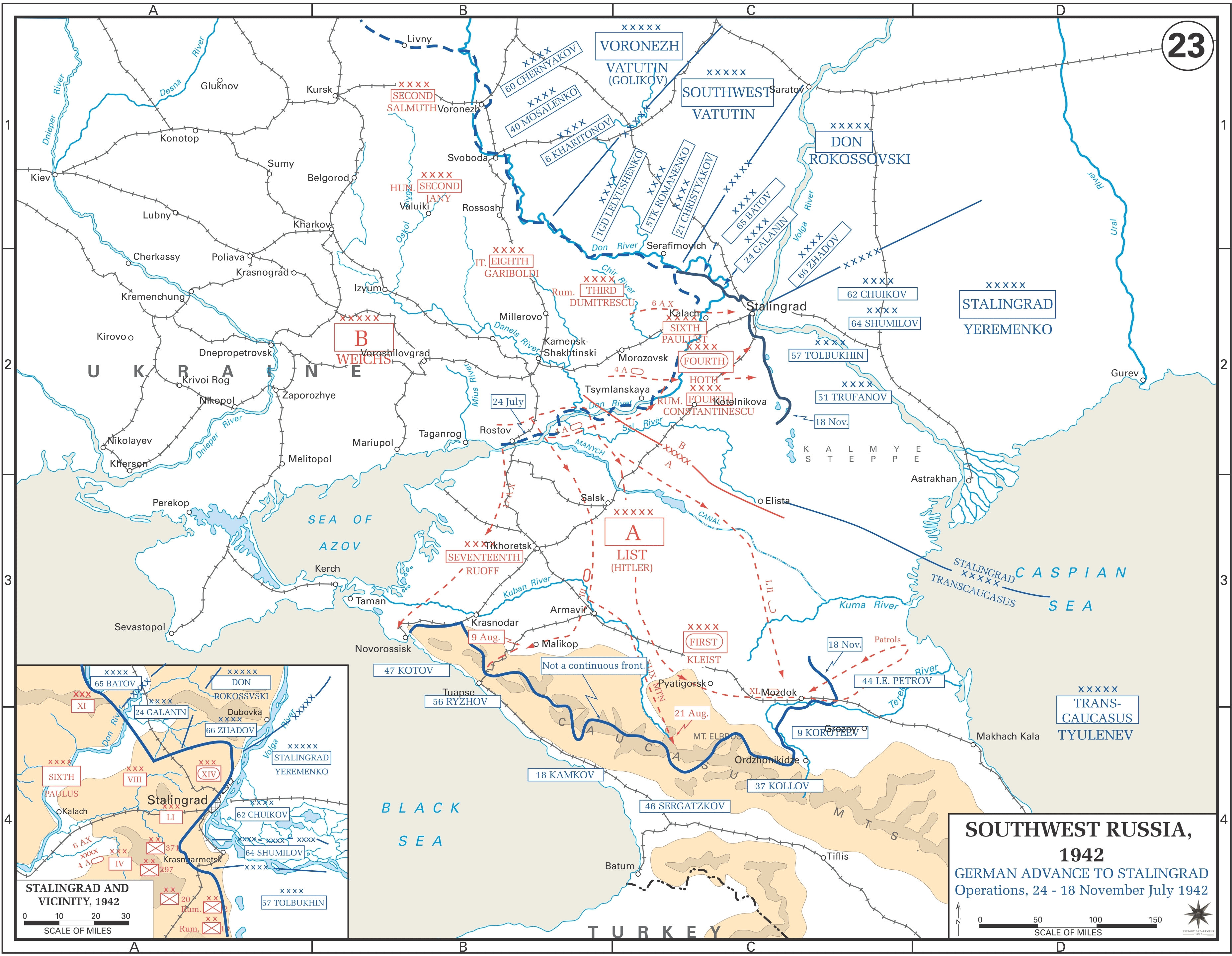
Carte montrant la ligne de front de l'ARMIR près du fleuve Don, à 200 km au nord de Stalingrad, à l'automne 1942.

Pour les articles homonymes, voir 8e armée.
L'armée italienne en Russie (Armata Italiana in Russie ou ARMIR) également connue sous le nom de 8e armée italienne, est une unité militaire de l'armée royale italienne (Regio Esercito Italiano) qui a combattu sur le front de l'Est pendant la Seconde Guerre mondiale.

## Histoire
En février 1940, la huitième armée est formée et basée dans le nord de l'Italie, avant d'être dissoute le 31 octobre 1940. Recréé en juillet 1942, lorsque le Corps expéditionnaire italien en Russie a été élargi par Mussolini et nommé Armata Italiana in Russia (ARMIR), l'unité opéra sur le front de l'Est entre juillet 1942 et mars 1943, à l'appui des forces allemandes de la Wehrmacht engagées sur le front de Stalingrad. Sous le commandement du général Italo Gariboldi, la 8e armée fut subordonnée au Heeresgruppe B de Maximilian von Weichs, et déployée au milieu du Don pour protéger l'aile gauche des forces allemandes qui, à l'été, commencèrent l'assaut de la ville de Stalingrad.
Les forces de Gariboldi ont ensuite été utilisées pour l'occupation statique d'un tronçon du front du Don, long de deux cent soixante-dix kilomètres, entre Pavlovsk et l'embouchure de la rivière Khoper, où, dès le début, elles furent engagées pour résister aux attaques soviétiques continues et épuisantes. La dislocation définitive des unités italiennes, également renforcées par certaines divisions allemandes, ne s'acheva qu'au début de novembre, quelques jours seulement avant le début de l'offensive soviétique contre les armées roumaines au nord et au sud de Stalingrad. Après avoir écrasé les forces roumaines, l'Armée rouge encercla le 6 novembre la 6e armée allemande à Stalingrad. Cela entraîna de graves répercussions sur la 8e armée qui se retrouva avec l'aile droite découverte et les unités allemandes de renfort déployé  au soutien dans une autre zone.
Le 16 décembre, l'armée italienne fut engagée par les forces soviétiques impliquées dans l'opération Petite Saturne, qui balayèrent les IIe et XXXVe corps d'armée italiens et provoquèrent l'effondrement total du déploiement italien et du détachement germano-roumain « Hollidt ». Une retraite désordonnée s'ensuivit à travers la plaine soviétique qui précéda la retraite catastrophique du Corps d'armée Alpin d'environ un mois après la deuxième offensive d'hiver soviétique de janvier 1943. Le Corps alpin n'était pas affecté par l'offensive de décembre et était, toujours en janvier, déployé sur le Don, au sud de la 2e armée hongroise. Cependant, le 11 janvier, une nouvelle offensive soviétique submergea les défenses hongroises, puis celles du Corps alpin les 15 et 16 janvier. Ainsi commença une retraite de deux semaines à travers la steppe russe qui entraîna des pertes importantes, et s'acheva le 31 janvier 1943, qui décréta effectivement la fin de l'intervention italienne sur le front de l'Est et la fin de la 8e armée qui fut dissoute en septembre 1943.

### Lectures complémentaires
- Hamilton, H. Sacrifice dans la steppe. Casemate, 2011 (anglais)